# Ochropleura ellapsa
Ochropleura ellapsa là một loài bướm đêm trong họ Noctuidae.